# Langenweddingen
Langenweddingen ist ein Ortsteil der Einheitsgemeinde Sülzetal im Landkreis Börde in Sachsen-Anhalt.

## Geschichte
Die Ersterwähnung erfolgte am 29. Juli 946 als Westerwattinge (Westerwatinge) in einer Schenkung Otto I. an das Mauritiuskloster zu Magdeburg. Der Name „Langenweddingen“ ist erst seit dem 15. Jahrhundert bekannt und vermutlich auf die gestreckte, lange Gestalt des Bördedorfes zurückzuführen. Der Name Weddingen stammt vermutlich aus dem Germanischen und bedeutet so viel wie „Gericht sprechen“. Gericht gesprochen wurde bei den Germanen an Plätzen, an denen der Thing abgehalten wurde – eine altgermanische Versammlung der mündigen Stammesangehörigen. Heute erinnert noch der Straßenname „Über der Dingelstelle“ daran.
1809 tränkte der Freiheitskämpfer Ferdinand von Schill seine Pferde am Dorfanger nach seinem Gefecht bei Dodendorf.

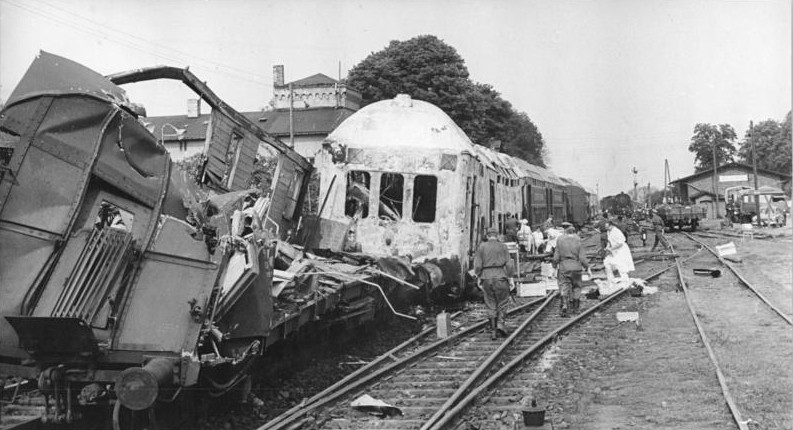
Blick auf die Unfallstelle

Am 6. Juli 1967 kam es im Bereich Langenweddingen an der Bahnstrecke Magdeburg–Thale zu dem schweren Eisenbahnunfall von Langenweddingen, als an einem Bahnübergang ein Personenzug und ein mit 15.000 Litern Leichtbenzin beladener Minol-Tanklaster zusammenstießen, der sofort explodierte. Nach offiziellen Angaben kamen in dem Doppelstockzug der Deutschen Reichsbahn 94 Menschen ums Leben, überwiegend Schulkinder, die an ihrem ersten Ferientag auf dem Weg in ein Ferienlager waren. Dieses Zugunglück gilt als das schwerste in der Geschichte der DDR sowie eines der schwersten in der Geschichte der deutschen Eisenbahn.
Am 28. August 2009 wurde die Ganztagsschule Sülzetal am Standort Langenweddingen von der Gero Projektgesellschaft mbH im Rahmen eines PPP-Vertrages für die Gemeinde Sülzetal fertiggestellt und übergeben. Am 22. Mai 2008 erfolgte die Grundsteinlegung, am 28. August 2008 war das Richtfest. Sie befindet sich auf dem Grundstück des ehemaligen „Recklebenschen Hofs“, einem denkmalgeschützten Vierseitenhof, auf dem der Chemiker Hans Reckleben (1864–1920) geboren wurde.

## Politik

### Wappen
| | Blasonierung: „In Rot unter zwei silbernen sechsstrahligen Sternen eine silberne Zinnenmauer, auf der Torstelle belegt mit einem roten sechsstrahligen Stern.“ |
| Wappenbegründung: Weddingen (roter Stern) schluckte die Orte Schlenningen und Missingsdorf (silberne Sterne) und wird dadurch im 12. Jahrhundert zu Groß-Weddingen, das „städtische Ausmaße“ erreicht und von einer Mauer mit fünf Toren umfriedet ist. Die Farben Rot-Silber deuten auf die historische Zugehörigkeit zum Erzbistum Magdeburg hin. Das Wappen wurde von dem Heraldiker Willy Kluge aus Osterweddingen gestaltet und am 29. Juli 1938 durch das Preußische Staatsministerium verliehen. | |

## Gedenkstätten
- Denkmal für die Gefallenen der beiden Weltkriege
- Gedenkstein auf dem Ortsfriedhof für sechs KZ-Häftlinge, die im April 1945 auf einem Todesmarsch des KZ Dora-Mittelbau sowie des KZ Buchenwald von SS-Männern ermordet wurden.

## Bauwerke

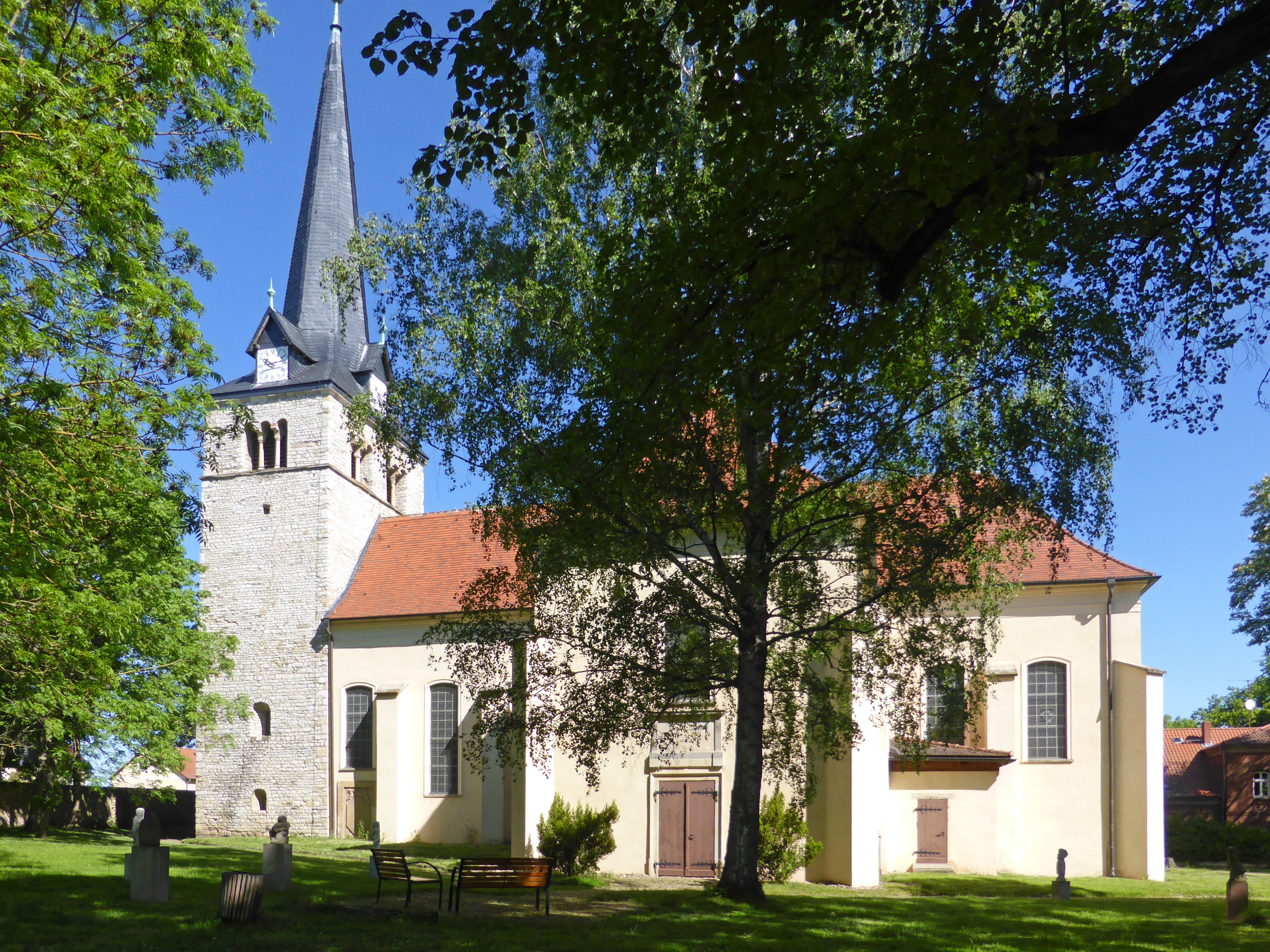
St.-Georgs-Kirche

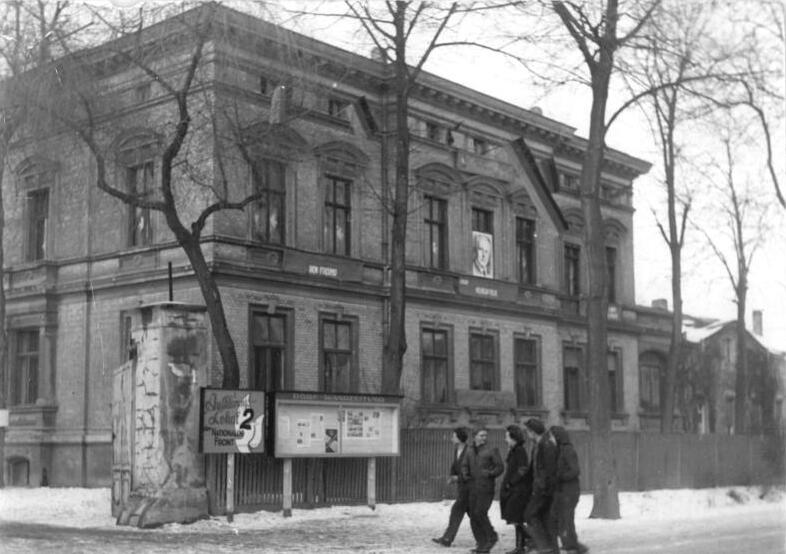
Ehemaliges Kulturhaus, 1951

Die evangelische St.-Georgs-Kirche, eine Saalkirche, wurde 1703 durch Heinrich Schmutze errichtet, von der Vorgängerkirche blieb der romanische Kirchturm erhalten. Die Kirche besitzt eine sehr reiche Barockausstattung, darunter: ein Schnitzaltar aus dem Jahre 1713, eine Kanzel sowie reich geschnitzte Emporen mit Orgelprospekt. Der Taufstein ist gotisch. 
Das im Ort befindliche Freibad wurde 1928 errichtet.
Die katholische St.-Mauritius-Kirche wurde 1976 in einem denkmalgeschützten Pfarrhaus eingerichtet.

## Söhne und Töchter der Gemeinde
- Hans Reckleben (1864–1920), Chemiker
- Hermann Müller (1890–1970), Politiker (NSDAP)
- Ernst Schladitz (* 1935), Politiker (SED) und Gewerkschafter
- Heinz Flacke (* 1943), Handballspieler
- Karl-Heinz Daehre (* 1944), Politiker (CDU)

## Verkehr
Der Haltepunkt Langenweddingen liegt an der Bahnstrecke Magdeburg–Halberstadt–Thale. Es halten die Regionalbahnen von Magdeburg nach Oschersleben im Zweistundentakt. Der nächstgelegene Fernbahnhof ist Magdeburg Hauptbahnhof.
Westlich des Ortes verläuft die B 81 Halberstadt–Egeln–Magdeburg über eine Ortsumgehung. In nordöstlicher Richtung befindet sich die Anschlussstelle Magdeburg-Sudenburg der A 14.